# Balham (Royaume-Uni)
Pour l’article homonyme, voir Balham.
Balham est un quartier de la banlieue sud de Londres localisé dans le borough de Wandsworth. Elle est desservie par la station de métro du même nom située sur la Northern line. C'est également une station de train sur les lignes ferroviaires connectant les banlieues situées plus au sud avec les gares centrales de Londres telles que la gare de Victoria et de London Bridge. 